# Pic Adam
Pour les articles homonymes, voir Adam (homonymie).
Le pic Adam est un sommet de montagne de l'île de La Réunion, département d'outre-mer français dans le sud-ouest de l'océan Indien. Partie du massif du Piton des Neiges, il culmine à 1 124 mètres d'altitude sur le territoire de la commune de Saint-Denis, le chef-lieu. Il relève également du parc national de La Réunion.
Le pic Adam est surtout connu pour les deux sentiers de randonnée qui l'atteignent en grimpant depuis les hauteurs du quartier du Bois-de-Nèfles, qu'il surplombe. Après avoir contourné son sommet, ces sentiers se rejoignent à 1 184 mètres de haut pour former une voie unique qui elle-même s'acheve à 1 725 mètres, altitude où elle rencontre le sentier de grande randonnée GR R2 montant vers la Roche Écrite. Le pic Adam est grâce à ce réseau une destination fréquentée des marcheurs du Nord de l'île.